# Euroasiáticos surorientales antiguos

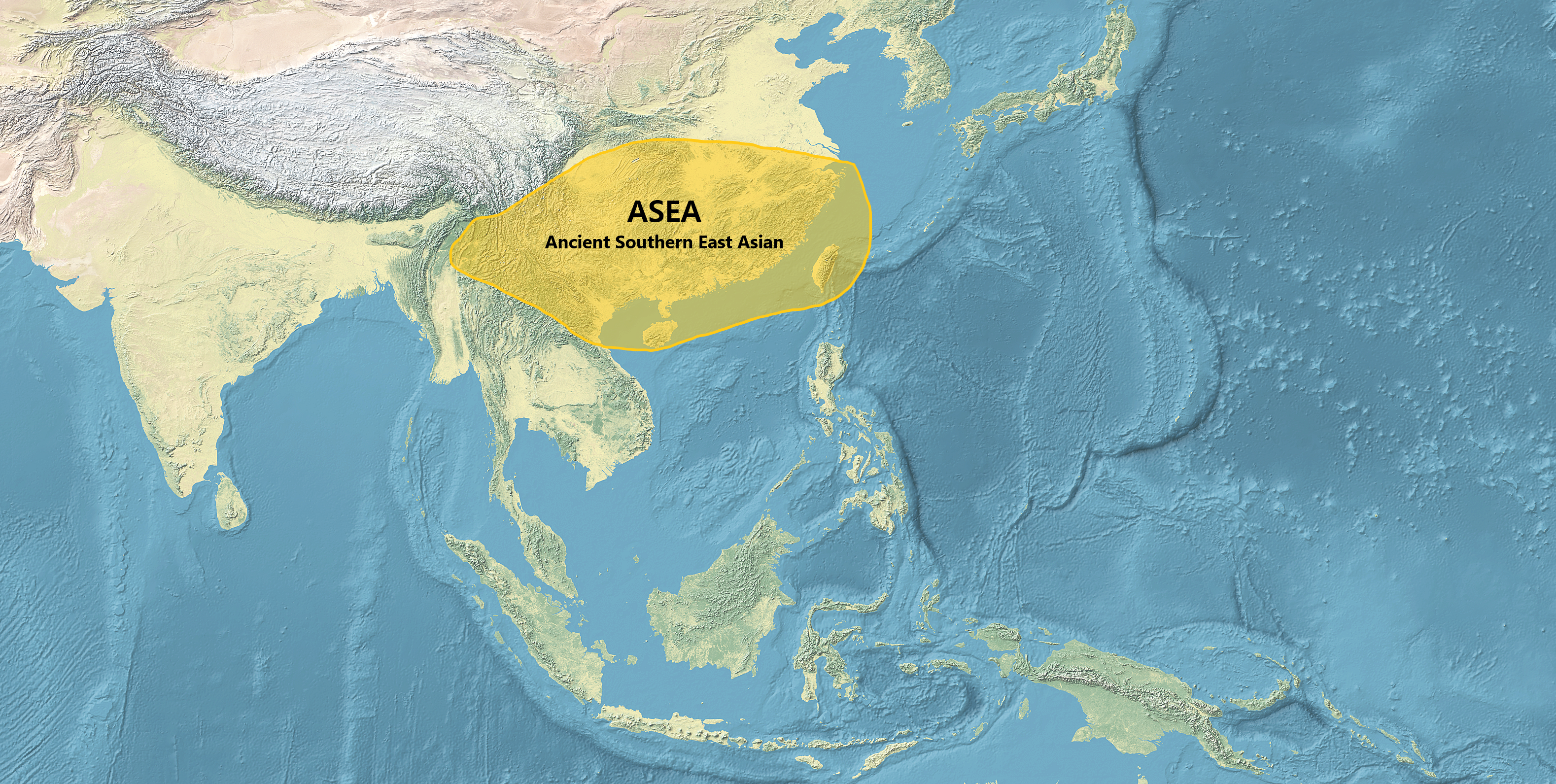
Distribución aproximada de las ascendencias afiliadas a los antiguos euroasiáticos surorientales

En arqueogenética, los Antiguos Euroasiáticos Orientales del Sur o euroasiáticos surorientales arcaicos (ASEA, por sus siglas en inglés Ancient South Eastern Asians), también conocidos como euroasiáticos orientales del sur (sEA), representan una línea ancestral que está representada por individuos de la Cueva de Qihe en Fujian (aprox. 12 000–8 000 años) y de la isla de Liangdao en el estrecho de Taiwán (aprox. 8,000 años), así como en Guangxi (aprox. 9 000 años). La ascendencia de los Antiguos Euroasiáticos Orientales del Sur contribuyó significativamente a la composición genética de las poblaciones modernas en Asia Oriental, Sudeste Asiático continental, insular y Oceanía, y se asocia comúnmente con la expansión neolítica de los primeros hablantes de austronesio y austroasiático, que ocurrió hace más de 4 000 años.

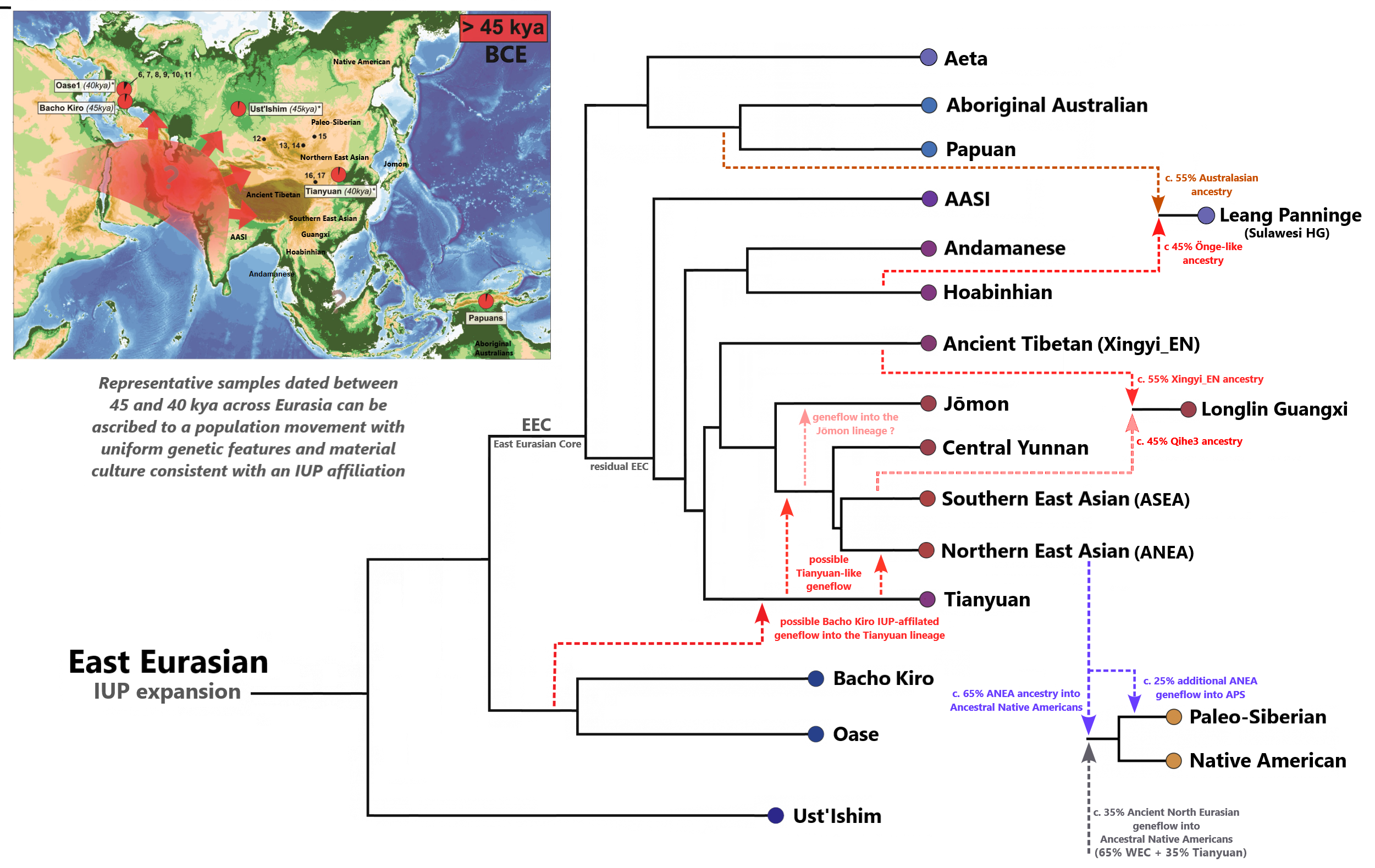
Posición filogenética de la línea euroasiática suroriental antigua entre otros eurasiáticos orientales.

## Orígenes
Hasta el temprano holoceno, los antiguos euroasiáticos orientales del sur de Fujian eran claramente distintos desde el punto de vista genético de los euroasiáticos nororientales antiguos (ANEA), quienes estaban distribuidos en un área que iba desde el Río Amarillo hasta el río Amur. Todavía, los orígenes exactos de ambas líneas solo se comprenden parcialmente, pero juntas formaron un clado distinto en comparación con todas las demás líneas conocidas de euroasiáticos orientales antiguos, a saber, los hombres de Tianyuan, Hoabinianos, Jomon y las ancestralidades Guangxi/Longlin. La separación entre las líneas de los ASEA y los ANEA debe haber ocurrido hace al menos 19 000 años, como lo evidencia un individuo de hace unos 19 000 años del Pleistoceno superior del río Amur con una clara afinidad ANEA.
Durante holoceno medio, las migraciones hacia el sur de los agricultores de mijo del río Amarillo de ascendencia ANEA (y también, en menor medida, un flujo genético inverso de los agricultores de arroz de tipo ASEA desde el Río Yangtsé hacia el norte) resultaron en la clina de ascendencia costera de Asia Oriental que sigue existiendo actualmente. Los Han del norte en su mayoría poseen ascendencia ANEA con un grado moderado de mezcla la ascendencia ASEA, mientras que los han del sur, así como los grupos étnicos no han del sur de Asia oriental (a saber, hablantes de lenguas kra-dai y hmong-mien) todavía poseen niveles significativamente más altos de ascendencia ASEA.

## Expansión neolítica en el Sudeste Asiático y Oceanía

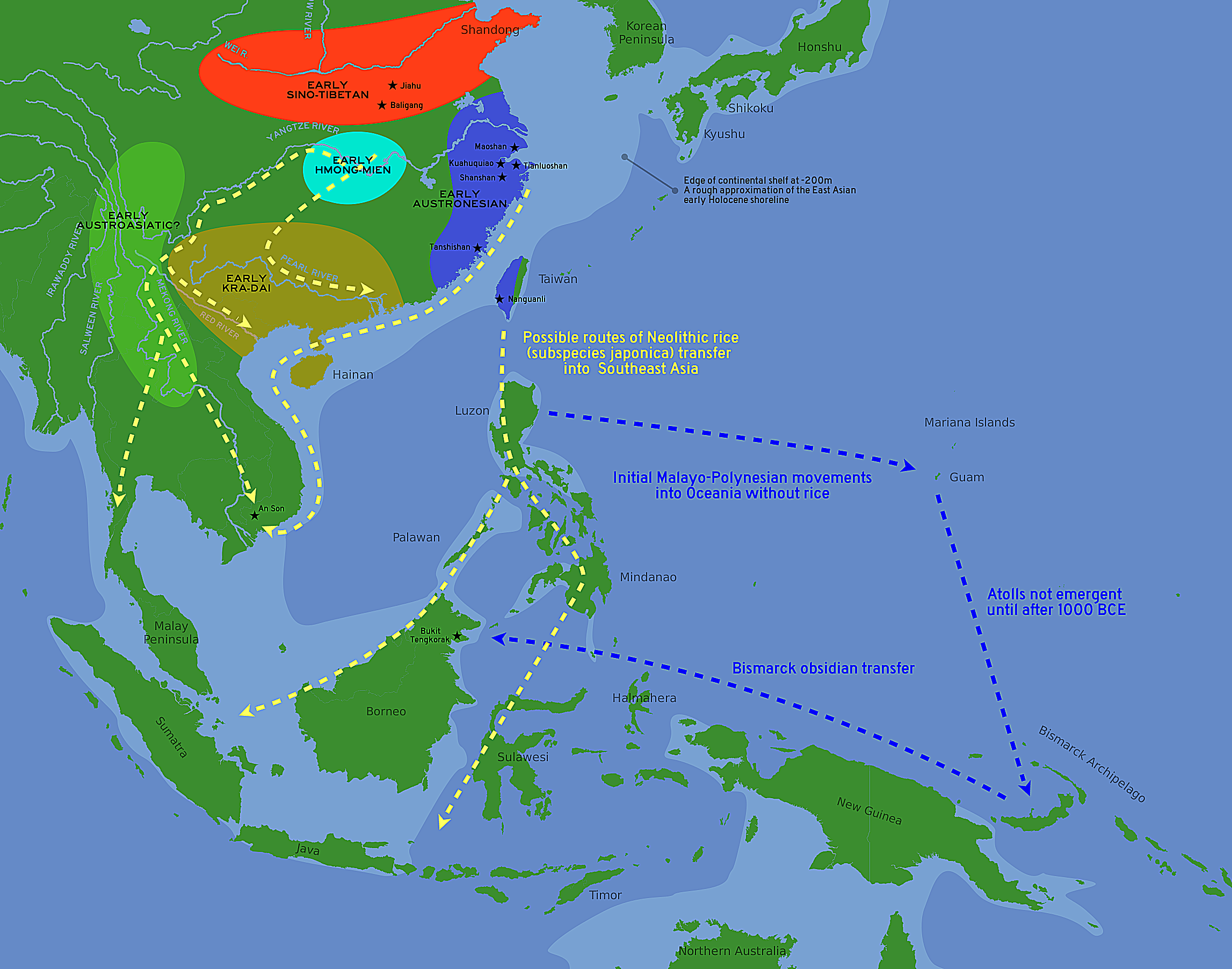
Posibles lugares de origen de familias lingüísticas y rutas de transferencia temprana del cultivo del arroz.

A partir del III milenio a. C., la agricultura basada en el cultivo de arroz se extendió desde el sur de Asia Oriental hacia el Sudeste Asiático Continental e Insular. Esta expansión tecnológica fue resultado de la migración de agricultores del sur de Asia Oriental que poseían ascendencia ASEA. Estos agricultores neolíticos siguieron dos rutas: una ruta terrestre hacia el Sudeste Asiático continental y una ruta marítima que se originó en Taiwán.
El ADN antiguo de los primeros agricultores del Sudeste Asiático continental, fechado aproximadamente en 4 000 años, deriva la mayor parte de su ascendencia de la línea ASEA, con una mezcla significativa de una población local de cazadores-recolectores. Esta ascendencia neolítica del Sudeste Asiático continental alcanza su punto máximo entre las poblaciones modernas de grupos de habla austroasiática en el Sudeste Asiático (notablemente en los mlabri y los htin en el norte de Laos y Tailandia) y en partes de Asia Oriental y del Sur. Por lo tanto, se asume ampliamente que la primera expansión de la agricultura en el Sudeste Asiático continental está vinculada a la expansión de las lenguas austroasiáticas. Desde el Sudeste Asiático continental, esta ascendencia relacionada con los austroasiáticos se extendió hacia el Sudeste Asiático Insular, en las islas de la Sunda, áreas adyacentes (como Palawan, Mindanao) de Filipinas, y el oeste de Wallacea, aunque no quedan lenguas austroasiáticas habladas en esta área, habiendo sido reemplazadas por lenguas austronesias.
La rápida expansión marítima de los primeros austronesios hace unos cinco o cuatro mil años llevó la ascendencia ASEA desde Taiwán a Filipinas, el archipiélago indonesio y Oceanía, inicialmente con poca mezcla con las poblaciones locales, como se puede ver en individuos de la cultura Lapita relacionados, hace entre 2900 y 2500 años en Vanuatu y Tonga, y en el ADN antiguo de los primeros colonos de Guam de hace entre 2800 y 2200 años. En el oeste de Indonesia, los colonos austronesios se mezclaron con personas de la corriente de asentamiento relacionada con los austroasiáticos con ascendencia del Neolítico del Sudeste Asiático continental, mientras que en el este de Indonesia y Oceanía, todos los grupos de habla austronesia presentan flujos genéticos relacionados con los papúes en diversos niveles. Migraciones posteriores de hablantes austronesios llevaron la ascendencia ASEA tan lejos como Madagascar y el este de Polinesia.